# Gravina di Catania

Ubicació de Gravina di Catania dins de la província

Gravina di Catania (sicilià Gravina) és un municipi italià, situat a la regió de Sicília i a la ciutat metropolitana de Catània. L'any 2007 tenia 27.882 habitants. Limita amb els municipis de Catània, Mascalucia, Sant'Agata li Battiati i Tremestieri Etneo.

## Administració
| Període | Identitat          | Partit      |
| ------- | ------------------ | ----------- |
| 2008-   | Domenico Rapisarda | Centredreta |